# Таязура-клинохвіст
Таязу́ра-клинохві́ст (Dromococcyx) — рід зозулеподібних птахів родини зозулевих (Cuculidae). Представники цього роду мешкають в тропічних лісах Мексики, Центральної і Південної Америки. 

## Опис
Середня довжина таязур-клинохвостів становить 27-41 см, а вага 40-100 г. Вони мають переважно коричневе забарвлення, їм притаманні широкі, східчасті хвости, покривні пера яких доходять до кінчиків хївостового оперення. На голові у них є чуби. Таязури-клинохвости є одні з небагатьох неотропічних зозуль, що практикують гніздовий паразитизм.

## Види
Виділяють два види:
- Таязура-клинохвіст велика (Dromococcyx phasianellus)
- Таязура-клинохвіст мала (Dromococcyx pavoninus)

## Етимологія
Наукова назва роду Dromococcyx походить від сполучення слів дав.-гр. ρομος — бігун і κοκκυξ — зозуля.